# William Fetter
William "Bill" Fetter, född 14 mars 1928 i Independence, Missouri, död 23 juni 2002 i Bellevue, Washington, var en amerikansk ingenjör. Som ung ingenjör hos Boeing var han år 1960 den första att använda begreppet computer graphics – det man på svenska kallar Datorgrafik – för att beskriva datorgenererade bilder. År 1964 skapade han "The Sitting Man" - den första datorgenererade bilden av en människa.